# Чили на летних Олимпийских играх 1976
Команда Чили принимала участие в Летних Олимпийских играх 1976 года в Монреале (Канада) в четырнадцатый раз за свою историю, но не завоевала ни одной медали.

## Результаты соревнований

### Велоспорт
Трековый велоспорт
Спортсменов — 2
Гит
| Спортсмен     | Финал    | Финал |
| Спортсмен     | Время    | Место |
| ------------- | -------- | ----- |
| Ричард Тормен | 1:09.468 | 16    |

Спринт
| Спортсмен     | 1/16 финала           | 1/16 финала | 1/16 финала доп. гонка | 1/16 финала доп. гонка | 1/8 финала                                      | 1/8 финала | 1/8 финала 1-я доп. гонка                | 1/8 финала 1-я доп. гонка | 1/8 финала 2-я доп. гонка | 1/8 финала 2-я доп. гонка | Четвертьфиналы       | Полуфиналы           | Финал                | Итоговое место |
| Спортсмен     | Соперник Время        | Место       | Соперник Время         | Место                  | Соперник Время                                  | Место      | Соперник Время                           | Место                     | Соперник Время            | Место                     | Соперник Время       | Место                | Финал                | Итоговое место |
| ------------- | --------------------- | ----------- | ---------------------- | ---------------------- | ----------------------------------------------- | ---------- | ---------------------------------------- | ------------------------- | ------------------------- | ------------------------- | -------------------- | -------------------- | -------------------- | -------------- |
| Ричард Тормен | NEDШак Питерс В 11,63 | 1 Q         |                        |                        | ITAДжорджо Росси BULДимо Ангелов-Тончев П 11,39 | 2          | POLБенедикт Коцот BARСтэнли Смит В 11,75 | 1 Q                       | FRGДитер Беркман П 11,67  | 2                         | Завершил выступление | Завершил выступление | Завершил выступление | 9              |

Преследование
| Спортсмен     | Квалификация | Квалификация | 1/8 финала           | 1/8 финала           | 1/4 финала           | 1/4 финала           | 1/2 финала           | 1/2 финала           | Финалы               | Финалы               | Финалы |
| Спортсмен     | Время        | Место        | Соперник Время       | Место                | Соперник Время       | Место                | Соперник Время       | Место                | Соперник Время       | Место                |        |
| ------------- | ------------ | ------------ | -------------------- | -------------------- | -------------------- | -------------------- | -------------------- | -------------------- | -------------------- | -------------------- | ------ |
| Фернандо Вера | 5:00,68      | 18           | Завершил выступление | Завершил выступление | Завершил выступление | Завершил выступление | Завершил выступление | Завершил выступление | Завершил выступление | Завершил выступление |        |

### Лёгкая атлетика
Мужчины
| Дисциплина | Спортсмен      | Предварительный раунд | Предварительный раунд | Финал                | Финал                |
| Дисциплина | Спортсмен      | Результат             | Место                 | Результат            | Место                |
| ---------- | -------------- | --------------------- | --------------------- | -------------------- | -------------------- |
| 5000 м     | Эдмундо Варнке | 13:39.69              | 20                    | Завершил выступление | Завершил выступление |
| 10 000 м   | Эдмундо Варнке | 28:43.63              | 22                    | Завершил выступление | Завершил выступление |

### Стрельба
Спортсменов — 3
| Дисциплина | Спортсмен      | Финал | Финал |
| Дисциплина | Спортсмен      | Очки  | Место |
| ---------- | -------------- | ----- | ----- |
| трап       | Уго Дуфей      | 166   | 32    |
| скит       | Антонио Якихи  | 186   | 44    |
| скит       | Антонио Андаль | 174   | 59    |

### Фехтование
Мужчины
| Спортсмен      | Вид   | Первый раунд                                                                                     | Первый раунд | Первый раунд   | Второй раунд         | Второй раунд         | Второй раунд         | Третий раунд         | Третий раунд         | Третий раунд         | Финальный раунд      | Финальный раунд      | Финальный раунд      | Место |
| Спортсмен      | Вид   | Соперник Результат                                                                               | Уколы        | Место в группе | Соперник Результат   | Уколы                | Место в группе       | Соперник Результат   | Уколы                | Место в группе       | Соперник Результат   | Уколы                | Место в группе       | Место |
| -------------- | ----- | ------------------------------------------------------------------------------------------------ | ------------ | -------------- | -------------------- | -------------------- | -------------------- | -------------------- | -------------------- | -------------------- | -------------------- | -------------------- | -------------------- | ----- |
| Хуан Иностроса | Шпага | URSАлександр Быков П 1:5 AUTКристиан Каутер П 2:5 SWEЙёран Флодстрём П 3:5 USAЭдвард Бозек П 3:5 | 9:20         | 5              | Завершил выступление | Завершил выступление | Завершил выступление | Завершил выступление | Завершил выступление | Завершил выступление | Завершил выступление | Завершил выступление | Завершил выступление | 57    |